# خراردو اسپینوسا
خراردو اسپینوسا (انگلیسی: Gerardo Espinoza؛ زادهٔ ۳ اکتبر ۱۹۸۱) بازیکن سابق و مربی فوتبال اهل مکزیک است.
از باشگاه‌هایی که در آن بازی کرده‌است می‌توان به باشگاه فوتبال کرتارو، باشگاه فوتبال پوئبلا، باشگاه فوتبال سانتوس لاگونا، باشگاه فوتبال اونیورسیداد ناسیونال، باشگاه فوتبال آتلانتی، و باشگاه فوتبال اطلس اشاره کرد.